# Microsoft Word
Microsoft Word е текстов редактор, част от Microsoft Office, създаден от американската компания Microsoft. Първата версия е пусната през 1983 г. под името „Multi-Tool Word for Xenix systems“. Следващи версии са написани по-късно за няколко други платформи, включващи IBM ПК, работещи под DOS (1983), Apple Macintosh (1984), AT&T Unix PC (1985), Atari ST (1986), SCO UNIX, OS/2 и Microsoft Windows (1989). Word е компонент на софтуерния пакет от програми Microsoft Office. Също така е продаван и като самостоятелен продукт.

## Възможности
Microsoft Word служи за създаване на документи като писма, бележки или доклади, или за редактиране на вече съществуващи.
В документите може да бъдат вмъкнати таблици, изображения и диаграми, а текстът да бъде проверен за правописни и граматически грешки. Microsoft Word позволява директоното създаване и променяне на уебстраници.
Други функции на програмата са:
- Функцията AutoCorrect коригира правописа при въвеждане на текста или след неговото въвеждане. Това става с помощта на речник на съответния език, до който се допитва програмата по време на проверка. Има възможност и за добавяне на думи, които не присъстват в речника. Думите, които Microsoft Word смята за сгрешени, се подчертават с червена вълнообразна линия;
- За оформяне на списък, използвайки тиренца или поредно номериране с цифри, дроби, поредни номера, знак за запазена марка и други особени знаци и символи, функцията AutoFormat ще поставя автоматично необходимия символ по време на въвеждане;
- В Microsoft Office има възможност и за управление с реч;
- Функцията AutoText служи за записване или вмъкване на често използван текст или изображения. Microsoft Word предлага предварително въведени характерни изрази и фрази;
- Има възможност и за създаване и прилагане на малки фрагменти програмен код (макроси) за изпълняване на различни функции – например за форматиране или създаване на интерактивни елементи в документа;
- Функцията Mail Merge създава бланки за писма, пликове и етикети.

## Файлови формати

### Разширение на файла
Собственият файлов формат на Microsoft Word се отбелязва с разширенията .doc или .docx.
Въпреки че разширението .doc е използвано в множество различни версии на Word, то обхваща само 4 различаващи се файлови формата:
1. Word for DOS
2. Word for Windows 1 and 2; Word 4 and 5 for Mac
3. Word 6 and Word 95 for Windows; Word 6 for Mac
4. Word 97 и следващи – за Windows; Word 98 и следващи – за Apple Mac

По-новото „.docx“ разширение отбелязва Office Open XML стандарт за документи на Word и се използва от Word 2007, 2010 и 2013 for Windows, Word 2008, 2011 for the Macintosh и също така от увеличаващ се брой приложения от други производители, включващи OpenOffice.org Writer, текстов редактор с отворен изходен код.

### Двоични формати (Word 97 – 2003)
През късната част 90-те и 2000 година, подразбиращият се файлов формат за документ на Word .doc се превърна в de facto стандартен формат на документ за потребителите на Microsoft Office. Въпреки че потребителите обикновено казват „документ на уърд“, в това понятие те влагат смисъла че документа е с формат използван по подразбиране за версии 97 – 2003.
Файловете на Word, използващи двоични формати Word 97 – 2003 прилагат структурирания начин на съхранение OLE (Object Linking and Embedding). По отношение файловете на Word, OLE се държи като вътрешна файлова система и е направен от няколко ключови компонента. Всеки документ на Word е композиран от т.нар. „big blocks“, които за почти винаги (но не е задължително да бъдат) 512-байтови масиви. По тази причина, в повечето случаи размерът на документ на Word ще бъде кратен на 512.
Дефинирани са „складове“ („Storages“) – аналогични на директориите на дисковите устройства, които сочат към други „складове“ или „потоци“. „Потоците“ са логически понятия, подобни на дисковите файлове. Текстът в един документ на Word се съдържа винаги в т.нар. поток „WordDocument“. Първият голям блок в един документ на Word, известен като „header“ блок, осигурява важна информация като местоположението на основните структури от данни вътре в документа. Складовете на свойства („Property storages“) осигуряват метаданни за складовете и потоците като къде започва и свършва името на файла и др. Блокът „File information block“ съдържа информация за това къде текста в един документ на Word започва, свършва, коя версия на Word е създала документа и др. атрибути.
През 2008 г. Microsoft публикува някои (непълни) спецификации за двоичния файлов формат на 97 – 2003. Спецификациите са критикувани от разработчици, че не документират всички свойства и възможности, предлагани от файловия формат.
Word 2007 и 2010 продължават да поддържат файловия формат .DOC, въпреки че той вече не е подразбиращ се.

### XML Document (Word 2003)
XML  форматът, въведен в Word 2003 е прост, XML-базиран формат, наречен WordprocessingML.

### Съвместимост между версиите
Отварянето на документ в .DOC формат с версия на Word, различна от тази, с която е бил създаден, може да покаже документа неправилно. Форматите на документите, създавани с различни версии, се различават по трудно и не толкова трудно доловими признаци (като промени в шрифта или обработката на по-сложни задачи като бележки под линия), което води до „заключване“ на документа към базовия формат, който е бил използван при създаването му. Форматирането, създадено в по-нови версии, почти никога не оцелява при преглед с по-стара версия, понеже в нея не съществуват определени възможности. Rich Text Format (RTF), е един ранен опит да се създаде формат за обмен на форматирани текстови документи между различни приложения. В Word е достъпен като опционален формат, който запазва по-голямата част от форматирането и цялото съдържание на оригиналния документ.

### Формати от други производители
Модули за разширение (plugins, плъгини) позволяват версията на Word за Windows за чете и записва формати, които вътрешно не поддържа, такива като международно стандартизирания формат OpenDocument Format (ODF) (ISO/IEC 26300:2006). До пускането на Service Pack 2 (SP2) for Office 2007, Word не поддържа четене и запис на ODF документи без допълнителен модул, като SUN ODF Plugin или OpenXML/ODF Translator. Със SP2 инсталиран, документи в ODF format 1.1 е възможно да бъдат отваряни и записвани в Word 2007. Прилагането му среща последваща критика, като ODF Alliance и други твърдят, че допълнителите модули на трети страни осигуряват по-добра поддръжка. По-късно Microsoft декларира, че тяхната поддръжка на ODF има някои ограничения.
През октомври 2005 г., една година преди да бъде пуснат пакета Microsoft Office 2007, Microsoft декларира, че няма достатъчно пазарно търсене от клиенти на Microsoft за поддръжка на международния стандарт за Отворен формат на документ (OpenDocument format) и по тази причина, той няма да бъде поддържан от Microsoft Office 2007. Това изявление е повтаряно през следващите месеци. Като отговор, на 20 октомври 2005 г. е създадена онлайн петиция за искване на поддръжка на ODF от Microsoft. Петицията бива подписана от около 12000 души.
През май 2006, от OpenDocument Foundation е пуснат външен ODF плъгин за Microsoft Office  Microsoft декларира, че няма взаимоотношения с разработчиците на модула.
През юли, 2006 г., Microsoft анонсира създаването на проекта Open XML Translator – инструменти, които да осигурят мост между формата Open XML на Microsoft Office и OpenDocument Format (ODF). Тази дейност започва в отговор на правителствена заявка за съвместимост с ODF. Целта на проекта е не да бъде добавена поддръжка на ODF в Microsoft Office, а само да се създаде външен набор от инструменти и плъгин. През февруари 2007, този проект дава първата версия на плъгин за ODF за Microsoft Word.
През февруари 2007, Sun пуска начална версия на своя ODF плъгин за Microsoft Office. Version 1.0 was released in July 2007.
Microsoft Word 2007 (Service Pack 1) поддържа (само за изход) форматите PDF и XPS, но само при ръчно указване при инсталацията 'Save as PDF or XPS' add-on. В по-следващи версии това се предлага по подразбиране.

### Формати за изображения
Word може да импортира и показва растерни изображения в разпространените формати JPG, GIF, PNG. Като има и вграден прост векторен редактор. Няма версия на Microsoft Word, която да поддържа широко разпространения SVG формат за векторни изображения.

## Бърз достъп в Word
| Форматиране                                                   | Комбинация от клавиши            |
| ------------------------------------------------------------- | -------------------------------- |
| Редактиране: изрязване / копиране / вмъкване                  | Ctrl + X / C / V                 |
| Търсене                                                       | Ctrl + F                         |
| Нов документ                                                  | Ctrl + N                         |
| Съхраняване                                                   | Ctrl + S                         |
| Печат                                                         | Ctrl + P                         |
| История: отмяна / възстановяване                              | Ctrl + Z / Y                     |
| Избор на цял документ                                         | Ctrl + A                         |
| Отмяна на AutoFormat                                          | Ctrl + Q                         |
| Заместване                                                    | Ctrl + H                         |
| Отваряне / Затваряне на документ                              | Ctrl + O / W                     |
| Меню с шрифтове                                               | Ctrl + D                         |
| Отстъп пред абзац                                             | Ctrl + 0                         |
| Междуредие: 1 / 1.5 / 2                                       | Ctrl + 1 / 5 / 2                 |
| Подравняване на абзац: ляво / дясно / центриране / двустранно | Ctrl + L / R / E / F3            |
| Преглед за печат                                              | Ctrl + F2                        |
| Превключване между отворени документи                         | Ctrl + F6                        |
| Атрибути: получер / курсив / подчертан                        | Ctrl + B / I / U                 |
| Отмяна на атрибути                                            | Ctrl + Spacebar                  |
| Принудителен край на страница                                 | Ctrl + ↵ Enter                   |
| Индекс: горен / долен                                         | Ctrl + + / =                     |
| Дълго тире                                                    | Ctrl + -                         |
| Маска Normal                                                  | Ctrl + ⇧ Shift + N               |
| Главни букви                                                  | Ctrl + ⇧ Shift + L               |
| Шрифтове (командна лента)                                     | Ctrl + ⇧ Shift + B               |
| Кегел (командна лента)                                        | Ctrl + ⇧ Shift + P               |
| Format Painter                                                | Ctrl + ⇧ Shift + C               |
| Заглавия: 1 / 2 / 3 / ...                                     | Ctrl + ⇧ Shift + 1 / 2 / 3 / ... |
| Разделяне на таблица                                          | Ctrl + ⇧ Shift + ↵ Enter         |
| Висящ отстъп намаляване на отстъпа                            | Ctrl + T Ctrl + ⇧ Shift + T      |
| Отстъп на абзац намаляване на отстъпа                         | Ctrl + M Ctrl + ⇧ Shift + M      |
| Затваряне на Word                                             | Alt + F4                         |
| Формати на изглед                                             | Alt + Ctrl + N / P / O           |
| Вмъкване на дата                                              | Alt + ⇧ Shift + D                |
| Избор на цяла таблица                                         | Alt + ⇧ Shift + 5                |
| Местене на абзаци: напред / назад                             | Alt + ⇧ Shift + ↓ / ↑            |
| Главни / редовни букви                                        | ⇧ Shift + F3                     |
| Нов ред в същия абзац                                         | ⇧ Shift + ↵ Enter                |
| Избор на текст                                                | ⇧ Shift + стрелки                |
| Помощ                                                         | F1                               |
| Автоматичен текст                                             | F3                               |
| Повторение                                                    | F4                               |
| Скок: напред / назад                                          | F5 / ⇧ Shift + F5                |
| Проверка на правопис                                          | F7                               |
| Поле: актуализиране / преглед                                 | F9 / ⇧ Shift + F9                |
| Съхраняване като                                              | F12                              |